# Facteur nod
Les facteurs nod sont des lipochitooligosaccharides (LCO), formés d’une suite de 4 ou 5 unités de N-acétyl-D-glucosamine réunies par des liaisons β(1 → 4) (structure de la chitine), et comprenant une chaîne lipidique (acetil).

## Rôle
Les facteurs nod interviennent dans le phénomène de nodulation. Dans la nature, les plantes sont incapables de fixer l'azote atmosphérique, qui représente pourtant une source considérable (78 % de l'air). Des symbioses se mettent alors en place entre des bactéries capables de fixer l'azote atmosphérique, dite diazotrophes, et les plantes (généralement des légumineuses). 
La symbiose se caractérise par une nodulation, c'est-à-dire la formation de nodules ou nodosités, contenant les bactéries. La plante « infectée » fournit les sucres et l'énergie issus de la photosynthèse, et bénéficie en retour des acides aminés produits par les bactéries par fixation de l'azote atmosphérique.
Cette symbiose à bénéfice réciproque va permettre aux bactéries de bénéficier d'un microhabitat exceptionnellement favorable, les légumineuses leur procurant un apport en substrats carbonés issus de la photosynthèse. En échange, les bactéries vont fixer et réduire l’azote atmosphérique en ammonium, directement assimilable par les plantes hôtes.
L'interaction commence avec la colonisation de jeunes poils absorbants par les diazotrophes et un échange de molécules signal. Les bactéries reconnaissent des flavonoïdes et d’autres molécules sécrétées par la plante-hôte. 

## Génétique
Parallèlement dans les bactéries, on trouve des gènes spécifiques de la nodulation, appelés opéron nod. Ces opérons regroupent en fait trois catégories de gènes :
- Les gènes régulateurs (nod D) : ils codent les protéines constituant le facteur de transcription. Chez les diazotrophes, ce gène s’exprime de manière constitutive. Les facteurs de transcription sont donc continuellement synthétisés, que la bactérie soit en symbiose ou non ;
- Les gènes communs (nod A, B, C) : ils sont synthétisés par tous les diazotrophes sans exception, et codent des enzymes, catalysant la synthèse du facteur de nodulation, ou facteur nod (synthèse du squelette de la molécule) ;
- Les gènes spécifiques (nod H) : on rencontre différents gènes spécifiques chez différents genres de bactéries, leur rôle étant de coder des enzymes catalysant la synthèse du facteur de nodulation, ou facteur nod (modification du squelette de la molécule) ;

Les flavonoïdes pénètrent dans les bactéries et réagissent avec des facteurs de transcription synthétisés par les gènes régulateurs de l'opéron nod. Ceci déclenche un rétrocontrôle positif, entrainant l’expression des gènes communs et spécifiques. Les facteurs nod sont alors synthétisés par les bactéries. Ceci déclenche le programme de nodulation chez la plante-hôte. 
Les facteurs nod sont synthétisés grâce aux enzymes des gènes communs, puis modifiés par les enzymes des gènes spécifiques, qui introduisent des fonctions ou des molécules sur le squelette oligosaccharidique. Ainsi, à partir d’un même squelette, chaque diazotrophe va le modifier pour se l’approprier et le rendre spécifique.

## Travaux
Plusieurs expériences ont été menées afin de démontrer la spécificité des facteurs nod.
- Introduction d’une mutation dans les gènes spécifiques : la bactérie synthétise les facteurs nod, mais ceux-ci ne sont plus spécialisés. La bactérie ne peut dans ce cas pas vivre en symbiose avec sa plante.
- Parfois, l’introduction d’une mutation dans les gènes spécifique entraine l’expression d’un facteur nod différent. Dans ce cas, la bactérie qui le synthétise ne vit plus en symbiose avec son hôte favori, mais avec une autre plante reconnaissant ce nouveau facteur de nodulation.

In vitro, on a pu étudier l’action des facteurs nod. Ils agissent en effet à très faible concentration :
- Déformation des poils absorbants

[nod] ≈ 10^-9 à 10^-12 M 
- Division des cellules corticales

[nod] ≈ 10^-7 à 10^-9 M
- Expression de gènes symbiotique de la plante

[nod] ≈ 10^-10 à 10^-13 M
- Formation de véritables nodules

[nod] ≈ 10^-7 à 10^-9 M